# Coupe de France 1977/78
Der Wettbewerb um die Coupe de France in der Saison 1977/78 war die 61. Ausspielung des französischen Fußballpokals für Männermannschaften. In diesem Jahr meldeten 2.544 Vereine, darunter auch solche aus den überseeischen Besitzungen Frankreichs, von denen sich der Club Colonial Cayenne (Guyane) und Jeunesse Sportive Saint-Pierre (Réunion) sogar für die erste landesweite Runde qualifizieren konnten; die Teilnehmerzahl nahm gegenüber der bisherigen Höchstmarke um mehr als ein Fünftel zu.
Titelverteidiger war die AS Saint-Étienne, die in diesem Jahr schon im Sechzehntelfinale ausschied. Gewinner der Trophäe wurde die Association Sportive de Nancy-Lorraine bei ihrer bis in die Gegenwart (2009) einzigen Finalteilnahme. Endspielgegner Olympique Gymnaste Club de Nice war zum dritten Mal bis in das entscheidende Spiel vorgedrungen; bei seinen ersten beiden Teilnahmen hatte der OGC das Stadion auch jeweils als Sieger verlassen, wenngleich dies inzwischen bereits rund zweieinhalb Jahrzehnte her war (1952 und 1954).
Unterklassige Mannschaften kamen in dieser Saison nicht sehr weit. Zwar standen noch fünf Zweitdivisionäre im Achtelfinale, aber keiner von ihnen erreichte das Viertelfinale. Noch viel weniger gab es für die Amateurteams zu holen: überhaupt nur zwei von ihnen – beides Drittligisten – hatten die erste landesweite Runde überstanden, doch weder ES Viry-Châtillon noch Stade Saint-Brieuc schafften es bis ins Achtelfinale.
Nach den von den regionalen Untergliederungen des Landesverbands FFF organisierten Qualifikationsrunden griffen ab der Runde der letzten 64 Mannschaften auch die 20 Erstligisten in den Wettbewerb ein; darin waren sie gesetzt, konnten also erst ab dem Sechzehntelfinale aufeinandertreffen. Die Paarungen wurden ansonsten für jede Runde frei ausgelost und fanden im Zweiunddreißigstel- sowie im Halbfinale auf neutralem Platz statt; bei unentschiedenem Spielstand nach Verlängerung kam es zu einem Elfmeterschießen. Vom Sechzehntel- bis zum Halbfinale wurden Hin- und Rückspiele ausgetragen. Hatten dabei beide Mannschaften eine gleich hohe Zahl von Treffern erzielt (wobei Auswärtstore doppelt zählten), wurde zunächst das Rückspiel verlängert und anschließend – sofern erforderlich – ein Elfmeterschießen durchgeführt.

## Zweiunddreißigstelfinale
Spiele am 28./29. Januar und 7. Februar 1978. Die Vereine der beiden professionellen Ligen sind mit D1 bzw. D2 bezeichnet, diejenigen der landesweiten Amateurspielklasse mit D3, die höchste regionale Amateurliga als DH („Division d’Honneur“).
| - Club Colonial Cayenne DH Guyane – OSC Lille D2 0:4 - ES Viry-Châtillon D3 – LB Châteauroux D2 1:0 - AS Angoulême D2 – JS Saint-Pierre DH Réunion 3:1 - Stade Reims D1 – US Grand Boulogne D2 4:2 n. V. - Pierrots-Vauban Strasbourg D3 – AS Nancy D1 0:1 - US Toulouse D2 – Stade Laval D1 3:1 n. V. - Olympique Nîmes D1 – FC Sète D3 2:1 - Red Star Paris D2 – AS Poissy D3 2:1 n. V. - Olympique Marseille D1 – Stade Brest D2 1:0 - Stade Saint-Brieuc D3 – EA Guingamp D2 1:0 - SR Saint-Dié D2 – EAC Chaumont D2 1:1 n. V. (3:2 i. E.) - AS Saint-Étienne D1 – SCO Angers D2 0:0 n. V. (3:1 i. E.) - Paris Saint-Germain D1 – Sporting Toulon D2 2:0 - Gazélec FCO Ajaccio D2 – Olympique Lyon D1 0:0 n. V. (3:1 i. E.) - AC Arles D2 – SO Pont de Chéruy D3 1:1 n. V. (7:6 i. E.) - Entente Fontainebleau-Bagneaux-Nemours D2 – SM Caen D2 1:0 | - US Dunkerque D2 – RC Lens D1 1:0 - Paris FC D2 – RC Strasbourg D1 1:4 - FC Tours D2 – ESA Brive DH 2:1 - Troyes Aube Foot D1 – AJ Auxerre D2 1:0 - US Valenciennes D1 – Calais RUFC D3 2:0 - FC Sochaux D1 – US Tavaux-Damparis D3 3:0 - FC Limoges D2 – FC Rouen D1 2:1 - Olympique Avignon D2 – US Albi DH 2:1 n. V. - OGC Nizza D1 – SA Épinal D2 2:1 - Amicale Lucé D2 – US Nœux-les-Mines D2 6:0 - FC Martigues D2 – CS Thonon DH 2:0 - FC Metz D1 – FC Masevaux DH 5:0 - AS Monaco D1 – Olympique Alès D2 4:1 - FC Nantes D1 – Le Havre AC D3 2:0 n. V. - Girondins Bordeaux D1 – Stade Rennes D2 3:0 - SEC Bastia D1 – AS Cannes D2 3:1 |

## Sechzehntelfinale
Hinspiele zwischen 17. Februar und 2. März, Rückspiele zwischen 22. Februar und 14. März 1978
| - Troyes Aube Foot D1 – Olympique Marseille D1 2:2, 0:3 - ES Viry-Châtillon D3 – Gazélec FCO Ajaccio D2 1:1, 1:3 - Olympique Avignon D2 – US Valenciennes D1 3:1, 0:2 - OGC Nizza D1 – Paris Saint-Germain D1 2:1, 3:3 n. V. - Stade Saint-Brieuc D3 – AS Nancy D1 0:2, 0:3 - Entente Fontainebleau-Bagneaux-Nemours D2 – AS Monaco D1 1:2, 1:5 - US Dunkerque D2 – Olympique Nîmes D1 0:0, 1:1 - RC Strasbourg D1 – SEC Bastia D1 0:3, 0:0 | - OSC Lille D2 – SR Saint-Dié D2 1:0, 1:0 - FC Tours D2 – Stade Reims D1 1:1, 0:2 - AC Arles D2 – AS Angoulême D2 0:1, 0:2 - Red Star Paris D2 – FC Metz D1 2:2, 0:2 - FC Sochaux D1 – AS Saint-Étienne D1 0:0, 2:2 - FC Limoges D2 – Girondins Bordeaux D1 3:2, 0:2 - Amicale Lucé D2 – FC Nantes D1 1:2, 1:3 - FC Martigues D2 – US Toulouse D2 1:0, 0:0 |

## Achtelfinale
Hinspiele am 17./18., Rückspiele am 21./22. März 1978
| - Olympique Marseille D1 – Girondins Bordeaux D1 1:0, 2:0 - Gazélec FCO Ajaccio D2 – US Valenciennes D1 4:1, 0:5 - AS Nancy D1 – FC Martigues D2 2:0, 1:1 - OSC Lille D2 – AS Monaco D1 1:1, 2:3 | - Stade Reims D1 – SEC Bastia D1 0:1, 1:2 - AS Angoulême D2 – FC Sochaux D1 0:0, 0:1 - FC Metz D1 – OGC Nizza D1 0:2, 0:3 - FC Nantes D1 – US Dunkerque D2 2:0, 5:0 |

## Viertelfinale
Hinspiele am 14./15., Rückspiele am 18. April 1978
| - US Valenciennes D1 – AS Nancy D1 0:0, 0:3 - SEC Bastia D1 – AS Monaco D1 2:1, 0:2 | - FC Sochaux D1 – Olympique Marseille D1 0:0, 1:0 - OGC Nizza D1 – FC Nantes D1 4:1, 0:1 |

## Halbfinale
Hinspiele am 5., Rückspiele am 8. Mai 1978
| - FC Sochaux D1 – AS Nancy D1 1:0, 0:5 | - OGC Nizza D1 – AS Monaco D1 1:0, 1:1 |

## Finale
Spiel am 13. Mai 1978 im Pariser Prinzenparkstadion vor 45.998 Zuschauern
- AS Nancy – OGC Nizza 1:0 (0:0)

### Mannschaftsaufstellungen
AS Nancy: Jean-Michel Moutier – Jacques Perdrieau (Jean-Pierre Raczynski, 79.), Jean-Claude Cloët, Pierre Neubert, Carlos Curbelo – Bernard Caron, Philippe Jeannol, Francisco Rubio – Olivier Rouyer, Michel Platini , Fathi Chebel
Trainer: Antoine Redin
OGC Nizza: Dominique Baratelli – Henri Zambelli, Dominique Morabito, Josip Katalinski, Robert Barraja – Roger Jouve, Jean-Marc Guillou , Jean-Noël Huck – Daniel Sanchez, Nenad Bjeković, Christian Cappadona (Nabatingue Toko, 75.)
Trainer: Léon Rossi
Schiedsrichter: Achille Verbecke (Lomme)

### Tore
1:0 Platini (57.)

### Besondere Vorkommnisse
Bei dieser Austragung war erstmals die Auswechslung zweier Spieler pro Mannschaft zulässig; im Finale nutzte kein Team diese Möglichkeit aus. Für dessen Schiedsrichter Verbecke war es seine persönlich zweite Endspielleitung nach 1974.
Für vier Spieler war die Saison nach dem Finale noch lange nicht abgeschlossen: Rouyer, Platini (beide Nancy), Baratelli und Guillou (beide Nizza) reisten anschließend mit der Nationalmannschaft zur ersten französischen WM-Teilnahme seit zwölf Jahren.